# Plaque de rue
Pour les articles homonymes, voir Plaque.

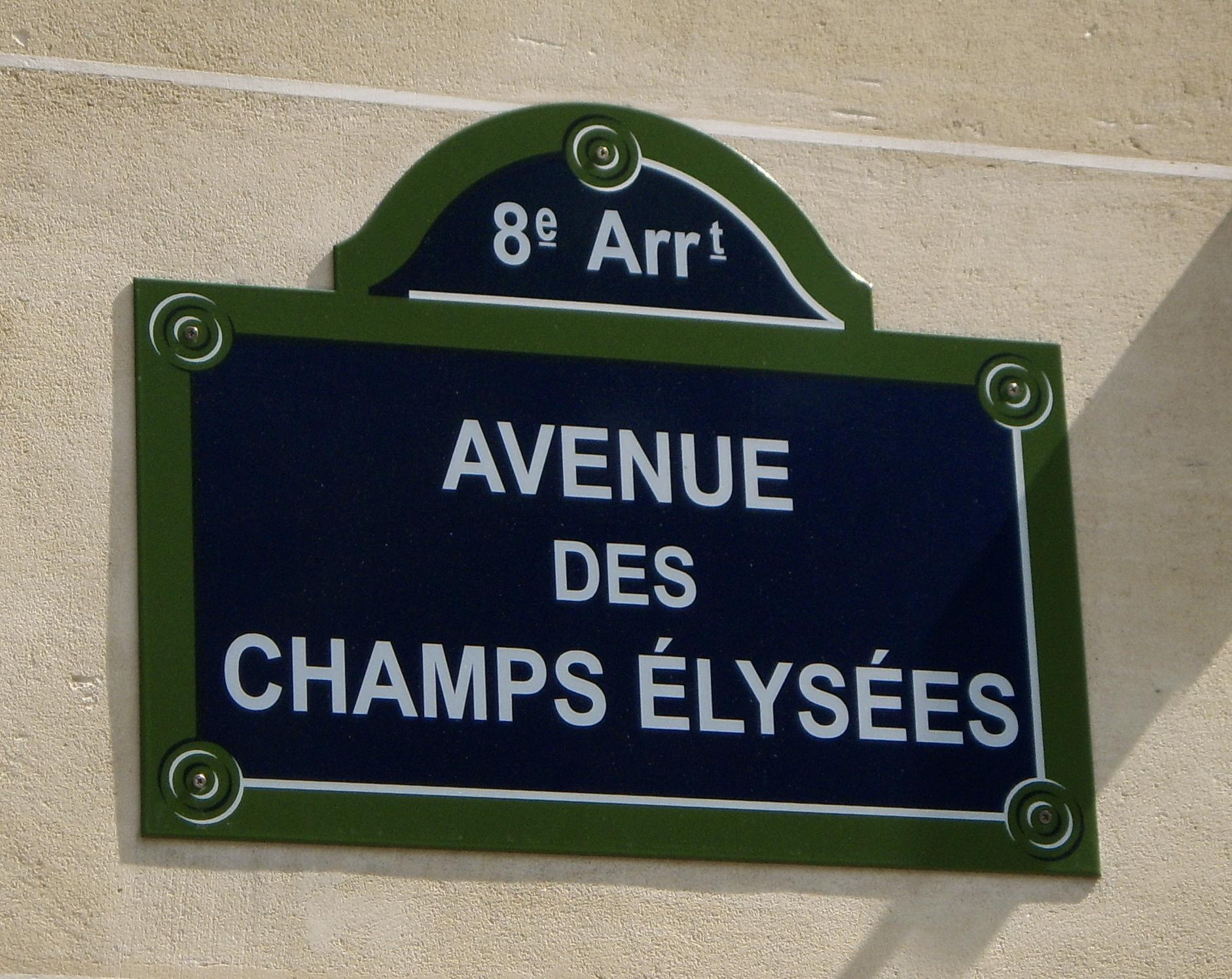
Plaque de l'avenue des Champs-Élysées à Paris (France).

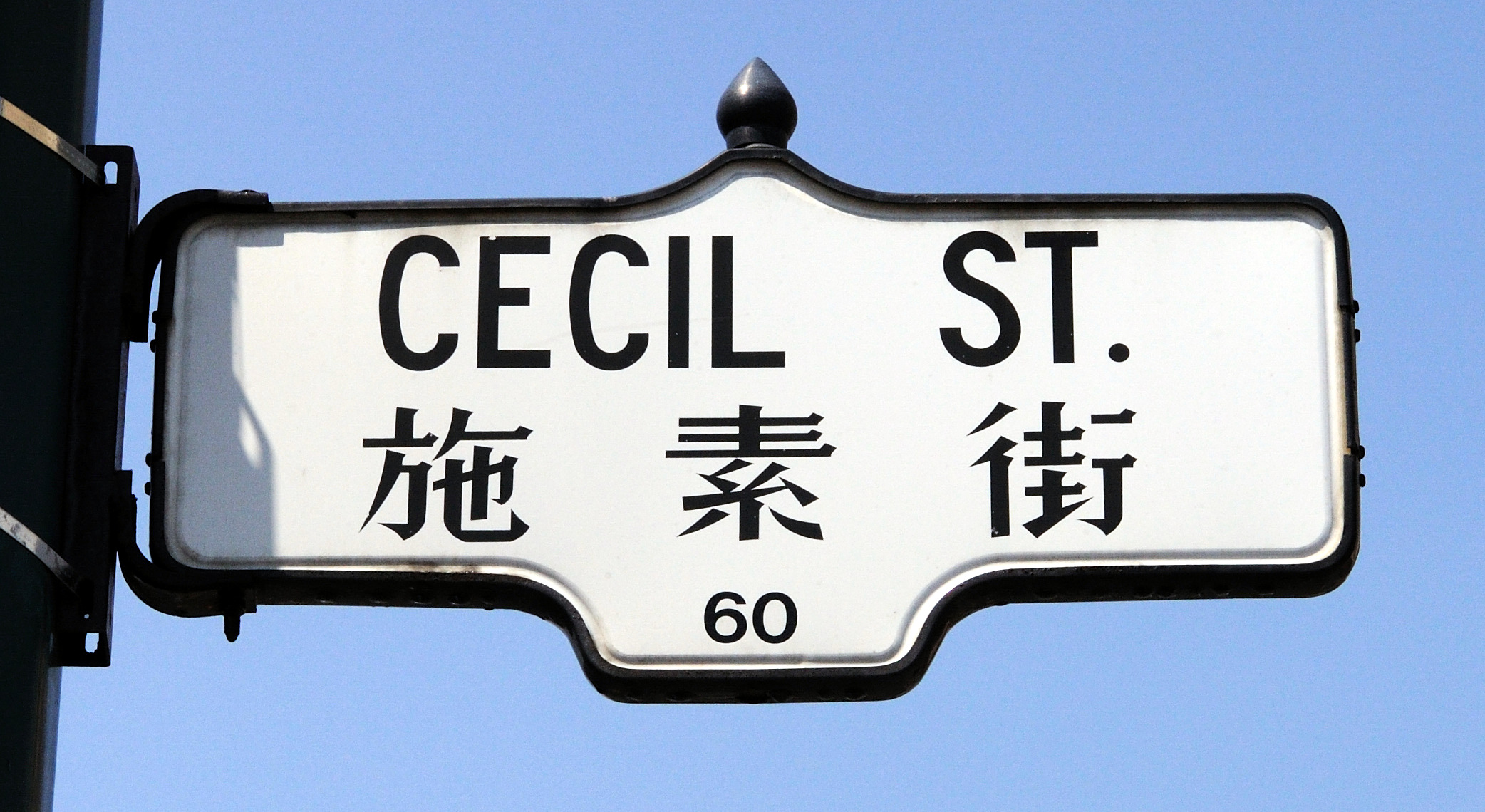
Plaque de rue bilingue à Toronto au Canada (en anglais et en chinois).

Une plaque de rue est un type de panneau de signalisation routière dont la fonction est d'indiquer le nom d'une voie.
De telles plaques sont généralement placées à chaque extrémité de la voie, de part et d'autre de la chaussée, avec des rappels à chaque intersection. Elles peuvent être fixées directement sur le mur d'un bâtiment, ou bien sur un poteau, parfois en association avec la plaque d'une voie adjacente, ou avec des panneaux de signalisation d'autres types.

## Historique

### En France

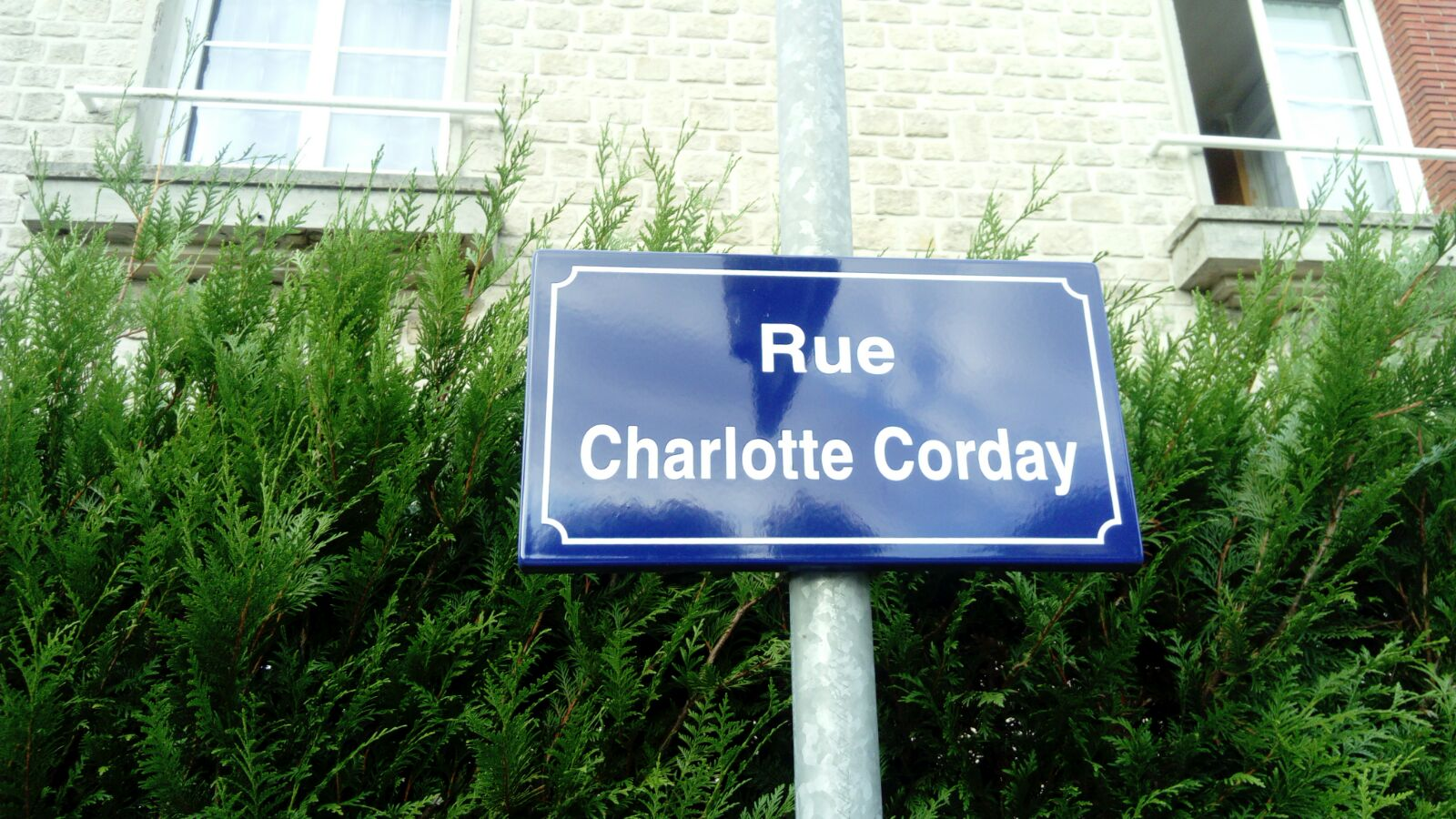
Plaque de rue à Argentan nommée en l'honneur de Charlotte Corday.

En France au Moyen Âge, les dénominations de rues répondent à une logique fonctionnelle. Le nom de la voie est celui du lieu qu'elle dessert, ce lieu étant religieux ou civil : « place de l'Église », « place du marché », « rue des Bouchers », etc. Cette logique peut faire aussi référence aux métiers qui sont regroupés dans une rue qui en prend le nom ou des « maisons où pend l'enseigne ». Avec l'extension et le peuplement des villes au XIIIe siècle comme Paris, la nécessité se fait sentir en effet de distinguer les maisons les unes des autres avec des enseignes servant de repère, signalant en même temps une profession à l'attention du passant. À partir de 1600, sur une idée du duc de Sully, les rues adoptent des noms n'ayant pas de rapport direct avec le lieu désigné, alors que leur dénomination devient progressivement un monopole public et royal : d'après le chercheur Dominique Badariotti, ce dernier « s'exerce dès lors tant bien que mal, fonctionnant mieux à Paris qu'en province et valorisant les puissants du royaume ou les notables régionaux ».
Quelques tentatives ponctuelles de pose de pannonceaux et d'inscription des noms de rues et de direction gravés sur les murs des angles de rue, ont lieu au XVe siècle. Le procédé de fixer une plaque de fer sur les maisons placées au coin des rues se développe au XVIIIe siècle. Il est remplacé en France à partir de 1844, lorsqu'un arrêté du préfet de la Seine Rambuteau prescrit à Paris l'emploi de plaques en lave de Volvic émaillée, où les lettres blanches se détachent sur fond bleu,.

Anciennes plaques de rues à Paris
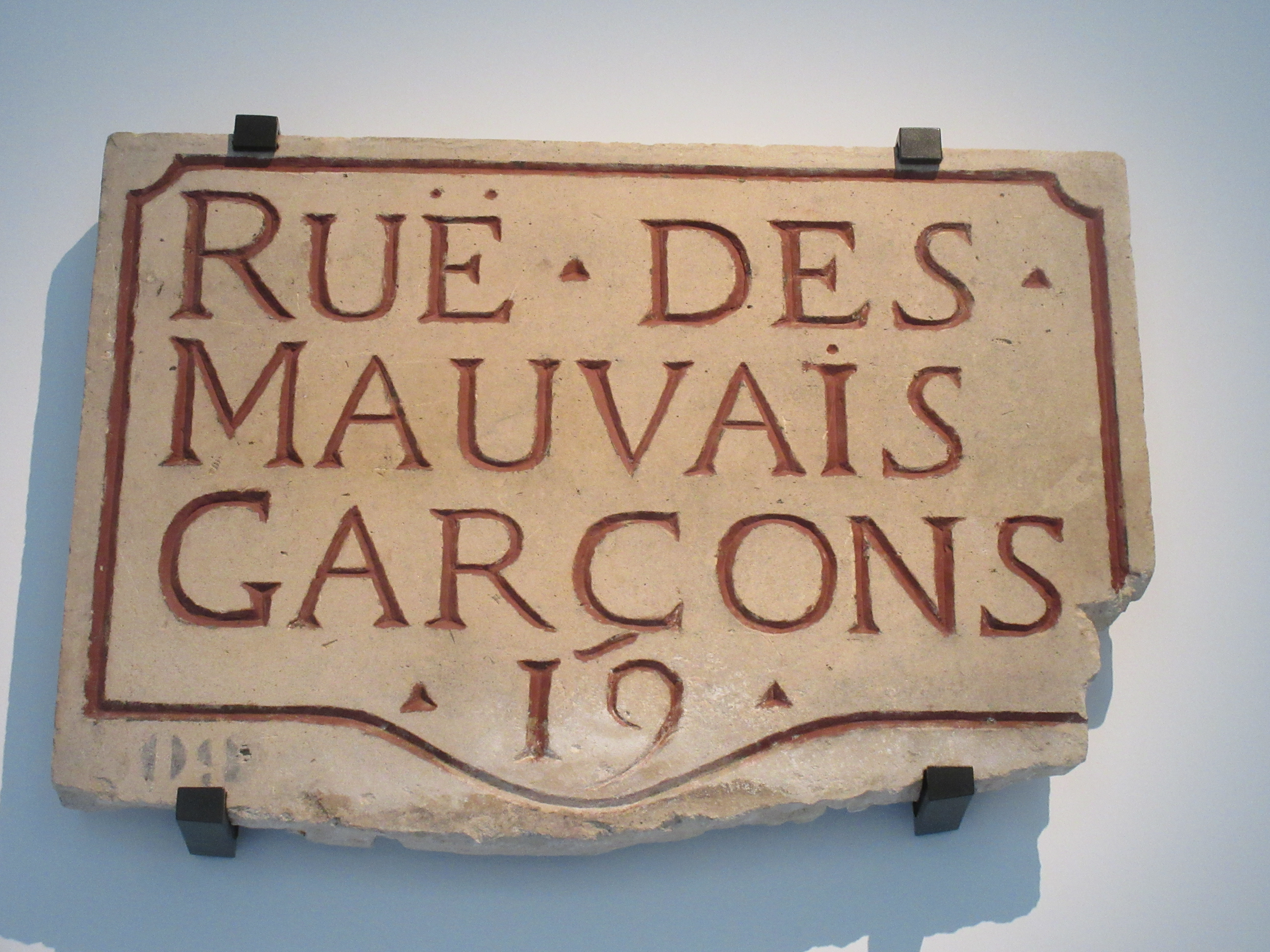
Plaque datée du XVIIIe siècle. La rue, devenue rue Grégoire-de-Tours, est alors située dans le 19e quartier de Paris. Plaque en pierre de liais gravée. Musée Carnavalet.
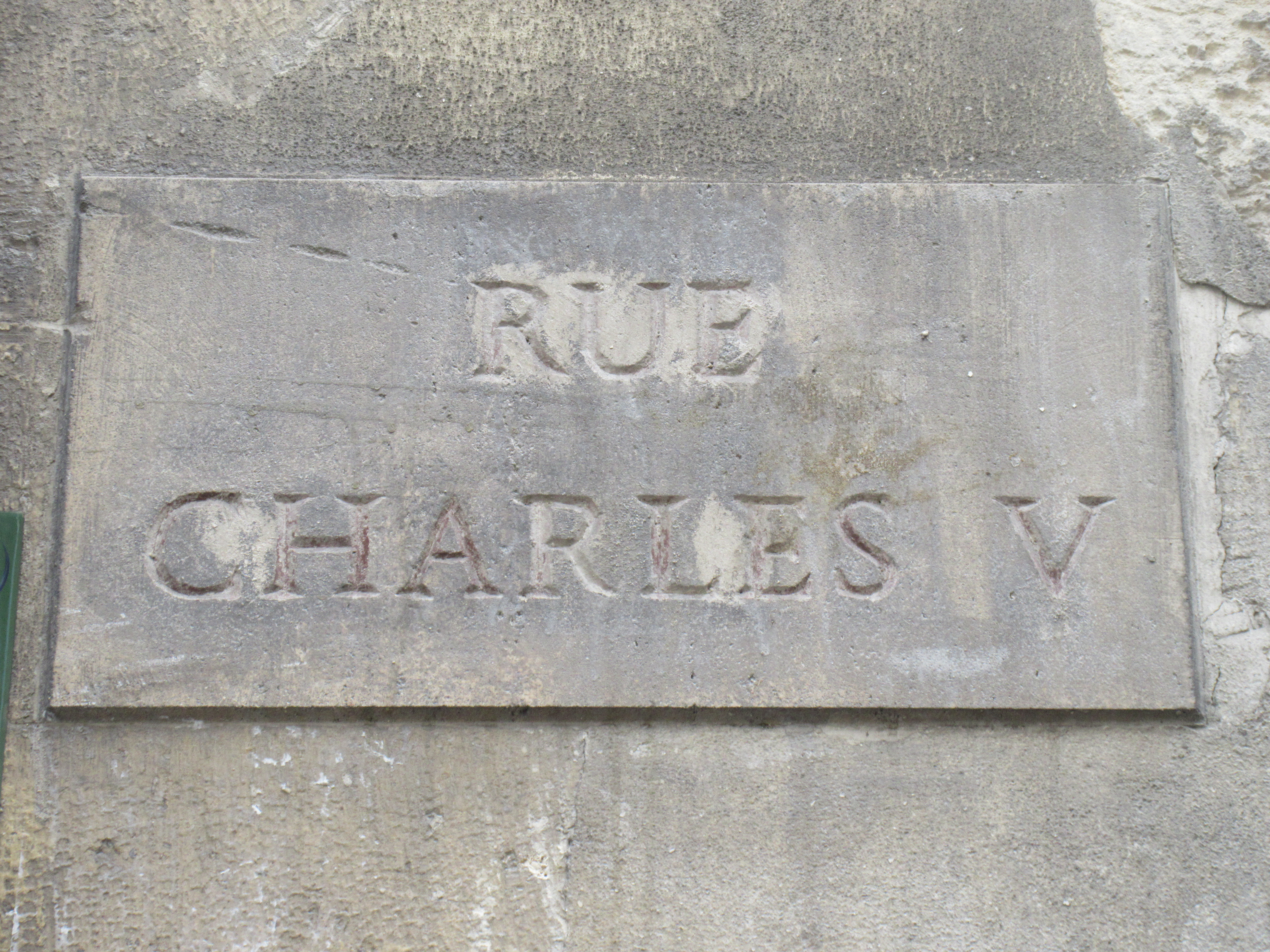
Plaque de la rue Charles-V.

## Aspects techniques

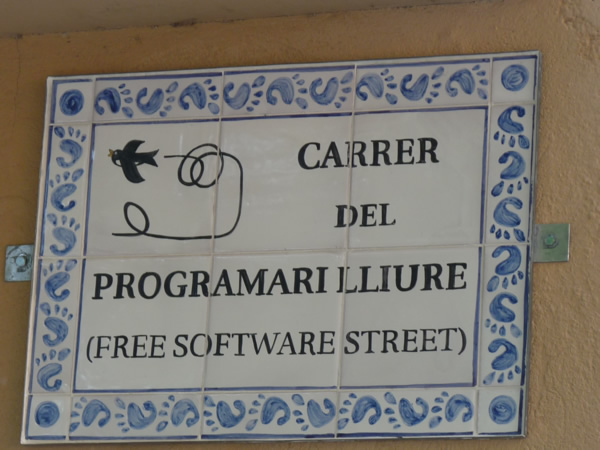
Plaque de la rue du Logiciel-Libre à Berga en Espagne.

Les plaques de rue européennes sont traditionnellement des plaques émaillées avec lettres blanches sur fond bleu depuis le milieu du XIXe siècle, le bleu (produit en ajoutant un oxyde métallique à un pigment coloré, le dioxyde de chrome, tel le bleu de Sèvres à base d'oxyde de cobalt) étant à cette époque l'unique couleur disponible pour la production de masse, en plus du noir et blanc.

## Dans la culture populaire
Le générique du film Rue de l'Estrapade en 1953 se déroule sur une plaque de rue.